# Ioannis Gelios
Ioannis Gelios (em grego: Ιωάννης Γκέλιος; Augsburg, 24 de abril de 1992) é um futebolista profissional alemão de ascendência grega que atua como goleiro no Athens Kallithea, da Grécia.

## Carreira
Gelios começou a carreira no Augsburg em 2007.

## Títulos
Augsburg
- 2. Bundesliga: 2010–11